# ルンゲの定理

青色のコンパクト集合と各々の穴の中の点上で与えられた正則函数 f が与えられると、これらの 3つの点でのみ極を持つ有理関数により f を近似することができる。

複素解析では、ルンゲの定理（英: Runge's theorem）（ルンゲの近似定理（英: Runge's approximation theorem）としても知られている）は、1885年、最初にこの定理を証明したドイツの数学者カール・ルンゲの名前に因む。この定理は以下の内容である。
C を複素数の集合、K を C のコンパクト部分集合、f を K を含む開集合上で正則な函数とする。{\displaystyle \mathbb {C} \backslash K} 中のすべての有界連結な集合について、それぞれの元の複素数を少なくともひとつ含むような集合を A とすると、K 上の f へ一様収束する有理函数列 {\displaystyle (r_{n})_{n\in \mathbb {N} }} が存在し、函数 {\displaystyle (r_{n})_{n\in \mathbb {N} }} のすべての極は A の元である。
A のすべての複素数が有理函数列 {\displaystyle (r_{n})_{n\in \mathbb {N} }} の極となるわけではないことに注意する。函数列の要素 {\displaystyle (r_{n})_{n\in \mathbb {N} }} がすべて極を持ち、それらが A の中にあることしか分からない。
この定理が非常に強力である点は、集合 A を任意に選択できることにある。言い換えると、{\displaystyle \mathbb {C} \backslash K} の有界連結な成分の中から任意の複素数を選ぶことができ、選んだ数のみが極となる有理函数列の存在が定理から保証される。
{\displaystyle \mathbb {C} \backslash K} が連結集合（K が単連結であることと同値）である特別な場合は、定理の集合 A は空集合となる。極をもたない有理函数は単に多項式であるので、次の系を得る。
{\displaystyle \mathbb {C} \backslash K} が連結集合であるような C のコンパクト部分集合を K として、f が K 上の正則函数であれば、K 上で f に一様収束する多項式の列 {\displaystyle (p_{n})} が存在する。
ルンゲの定理は次のように一般化される。A をリーマン球面 C∪{∞} の部分集合とし、A が K の非有界な連結成分（∞ を含む）と交わるとすると、上の定式化において、有理函数は無限遠点に極を持つことが分かる。一方、さらに一般的な定式化の中では、極は K の非有界な連結成分のどこにでも選ぶことができる。

## 証明
Sarason (1998)で与えられた基本的な証明は、次のような証明である。閉で区分線型な K を含む開集合の周囲 Γ が存在する。コーシーの積分定理により、K の元 w について、
{\displaystyle f(w)={1 \over 2\pi i}\int _{\Gamma }{f(z)\,dz \over z-w}}
である。リーマン近似和は、K 上の周回積分を一様に近似することに使える。和の各々の項は、積分経路上の任意の点 z に対して (z − w)−1 のスカラー倍である。これによって Γ 上に極を持つ有理函数で一様に近似できる。
これを K の補集合の各成分に対する特定の点で極を持つような近似へ変形するには、 (z − w)−1 の形式の項に対して、以下を確認すれば充分である。z0 が z と同じ成分中の点であれば、z から z0 への区分線型な経路をとる。2つの点が経路上充分近くであれば、最初の点でのみ極を持つすべての有理函数は、第二の点でローラン展開することができる。このローラン級数は、第二の点でのみ極を持ち、K 上でもとの函数に一様に近い有理函数を与えるように、級数展開を打ち切ることができる。z から z0 への経路にそって進むと、もとの函数 (z − w)−1 は z0 でのみ極を持つ有理函数を与えるように変形することができる。
z0 が無限遠点であれば、上の手順により、有理函数 (z − w)−1 を、R > 0 で極を持つ有理函数 g で近似することができる。ここで R は K のどの元も w < R となるような十分に大きな値である。 g の 0 近傍でのテイラー級数展開は、K 上の多項式近似を与えることにより打ち切ることができる。

## 参照項目
- メルゲルヤンの定理